# Nuoto ai Giochi della XXXII Olimpiade - 200 metri rana femminili
La gara di nuoto dei 200 metri rana femminili dei Giochi della XXXII Olimpiade di Tokyo è stata disputata tra il 28 e il 30 luglio 2021 presso il Tokyo Aquatics Centre. Vi hanno partecipato 32 atlete provenienti da 24 nazioni.
La competizione è stata vinta dalla nuotatrice sudafricana Tatjana Schoenmaker, mentre l'argento e il bronzo sono andati rispettivamente alle statunitensi Lilly King e Annie Lazor.

## Record
Prima della competizione il record del mondo e il record olimpico erano i seguenti'
| Record mondiale | 2'19"11 | Rikke Møller Pedersen Danimarca | 1º agosto 2013 Barcellona, Spagna |
| Record olimpico | 2'19"59 | Rebecca Soni Stati Uniti        | 2 agosto 2012 Londra, Regno Unito |

Durante la competizione sono stati stabiliti i seguenti record:
| Data      | Evento     | Atleta              | Nazione   | Tempo   | Record          | Nota  |
| --------- | ---------- | ------------------- | --------- | ------- | --------------- | ----- |
| 28 luglio | Batteria 4 | Tatjana Schoenmaker | Sudafrica | 2'19"16 | Record olimpico | [ 5 ] |
| 30 luglio | Finale     | Tatjana Schoenmaker | Sudafrica | 2'18"95 | Record mondiale | [ 6 ] |

## Programma
| Data           | Ora (UTC+9) | Turno      |
| -------------- | ----------- | ---------- |
| 28 luglio 2021 | 19:36       | Batterie   |
| 29 luglio 2021 | 11:54       | Semifinali |
| 30 luglio 2021 | 10:41       | Finale     |

## Risultati

### Batterie
| Pos. | Batteria | Corsia | Atleta                  | Nazionalità   | Tempo   | Note             |
| ---- | -------- | ------ | ----------------------- | ------------- | ------- | ---------------- |
| 1    | 4        | 4      | Tatjana Schoenmaker     | Sudafrica     | 2'19"16 | Q,               |
| 2    | 3        | 5      | Lilly King              | Stati Uniti   | 2'22"10 | Q                |
| 3    | 4        | 5      | Evgenia Chikunova       | ROC           | 2'22"16 | Q                |
| 4    | 2        | 7      | Kaylene Corbett         | Sudafrica     | 2'22"48 | Q                |
| 5    | 3        | 4      | Annie Lazor             | Stati Uniti   | 2'22"76 | Q                |
| 6    | 2        | 4      | Molly Renshaw           | Gran Bretagna | 2'22"99 | Q                |
| 7    | 2        | 3      | Marija Temnikova        | ROC           | 2'23"13 | Q                |
| 8    | 2        | 1      | Yu Jingyao              | Cina          | 2'23"17 | Q                |
| 9    | 4        | 2      | Jenna Strauch           | Australia     | 2'23"30 | Q                |
| 10   | 3        | 2      | Jessica Vall            | Spagna        | 2'23"31 | Q                |
| 11   | 2        | 2      | Fanny Lecluyse          | Belgio        | 2'23"42 | Q                |
| 12   | 4        | 8      | Sophie Hansson          | Svezia        | 2'23"82 | Q                |
| 13   | 2        | 6      | Francesca Fangio        | Italia        | 2'23"89 | Q                |
| 14   | 4        | 3      | Lisa Mamié              | Svizzera      | 2'23"91 | Q                |
| 15   | 2        | 5      | Abbie Wood              | Gran Bretagna | 2'24"13 | Q                |
| 16   | 4        | 6      | Kelsey Wog              | Canada        | 2'24"27 | Q                |
| 17   | 4        | 7      | Abbey Harkin            | Australia     | 2'24"41 |                  |
| 18   | 3        | 6      | Kanako Watanabe         | Giappone      | 2'24"73 |                  |
| 19   | 1        | 4      | Kristýna Horská         | Rep. Ceca     | 2'25"03 | Record nazionale |
| 20   | 1        | 6      | Mona McSharry           | Irlanda       | 2'25"08 | Record nazionale |
| 21   | 4        | 1      | Martina Carraro         | Italia        | 2'26"17 |                  |
| 22   | 3        | 7      | Marina García Urzainqui | Spagna        | 2'26"21 |                  |
| 23   | 1        | 2      | Kotryna Teterevkova     | Lituania      | 2'26"82 |                  |
| 24   | 1        | 3      | Melissa Rodríguez       | Messico       | 2'26"87 |                  |
| 25   | 1        | 5      | Eszter Békési           | Ungheria      | 2'26"89 |                  |
| 26   | 3        | 1      | Alina Zmushka           | Bielorussia   | 2'27"59 |                  |
| 27   | 1        | 7      | Eneli Jefimova          | Estonia       | 2'27"87 |                  |
| 28   | 2        | 8      | Anastasia Gorbenko      | Israele       | 2'28"41 |                  |
| 29   | 3        | 8      | Julia Sebastián         | Argentina     | 2'29"55 |                  |
| 30   | 1        | 1      | Andrea Podmaníková      | Slovacchia    | 2'29"56 |                  |
| 31   | 1        | 8      | Phee Jinq En            | Malaysia      | 2'32"57 |                  |
| -    | 3        | 3      | Sydney Pickrem          | Canada        | -       | DNS              |

### Semifinali
| Pos. | Semifinale | Corsia | Atleta              | Nazionalità   | Tempo   | Note |
| ---- | ---------- | ------ | ------------------- | ------------- | ------- | ---- |
| 1    | 2          | 4      | Tatjana Schoenmaker | Sudafrica     | 2'19"33 | Q    |
| 2    | 2          | 5      | Evgenia Chikunova   | ROC           | 2'20"57 | Q    |
| 3    | 2          | 3      | Annie Lazor         | Stati Uniti   | 2'21"94 | Q    |
| 4    | 1          | 5      | Kaylene Corbett     | Sudafrica     | 2'22"08 | Q    |
| 5    | 1          | 4      | Lilly King          | Stati Uniti   | 2'22"27 | Q    |
| 6    | 2          | 8      | Abbie Wood          | Gran Bretagna | 2'22"35 | Q    |
| 7    | 1          | 3      | Molly Renshaw       | Gran Bretagna | 2'22"70 | Q    |
| 8    | 2          | 7      | Fanny Lecluyse      | Belgio        | 2'23"73 | Q    |
| 9    | 2          | 2      | Jenna Strauch       | Australia     | 2'24"25 |      |
| 10   | 1          | 7      | Sophie Hansson      | Svezia        | 2'24"28 |      |
| 11   | 2          | 6      | Marija Temnikova    | ROC           | 2'24"69 |      |
| 12   | 1          | 6      | Yu Jingyao          | Cina          | 2'24"76 |      |
| 13   | 1          | 2      | Jessica Vall        | Spagna        | 2'24"87 |      |
| 14   | 1          | 1      | Lisa Mamié          | Svizzera      | 2'25"11 |      |
| 15   | 2          | 1      | Francesca Fangio    | Italia        | 2'27"56 |      |
| -    | 1          | 8      | Kelsey Wog          | Canada        | -       | DSQ  |

### Finale
| Pos.    | Corsia | Atleta              | Nazionalità   | Tempo   | Note            |
| ------- | ------ | ------------------- | ------------- | ------- | --------------- |
| Oro     | 4      | Tatjana Schoenmaker | Sudafrica     | 2'18"95 | Record mondiale |
| Argento | 2      | Lilly King          | Stati Uniti   | 2'19"92 |                 |
| Bronzo  | 3      | Annie Lazor         | Stati Uniti   | 2'20"84 |                 |
| 4       | 5      | Evgenia Chikunova   | ROC           | 2'20"88 |                 |
| 5       | 6      | Kaylene Corbett     | Sudafrica     | 2'22"06 |                 |
| 6       | 1      | Molly Renshaw       | Gran Bretagna | 2'22"65 |                 |
| 7       | 7      | Abbie Wood          | Gran Bretagna | 2'23"72 |                 |
| 8       | 8      | Fanny Lecluyse      | Belgio        | 2'24"57 |                 |